# Серватюк Василь Миколайович
Васи́ль Микола́йович Серватю́к (нар. 12 березня 1957, м. Українка, Кіровоградська область) — український військовик та дипломат. Генерал-лейтенант, доктор військових наук, професор. Надзвичайний і Повноважний Посол України у Таджикистані (з 16 травня 2019 до 6 жовтня 2021).
Надзвичайний і Повноважний Посол України в Ісламській Республіці Афганістан за сумісництвом (з 15 червня 2020 до 6 жовтня 2021).

## З життєпису
1978 року закінчив Вище військове прикордонне училище ім. К. Ворошилова, 1987 року — Військову академію ім. М. В. Фрунзе.
Протягом 1978—1984 років проходив службу, Закавказький прикордонний округ — заступник начальника, начальник прикордонної застави.
У 1987—1992 роках — у Середньоазійському прикордонному окрузі, в тому числі у Афганістані. Цього часу займав посади начальника мотоманевреної групи, заступника начальника штабу, начальника штабу прикордонного загону.
У 1992—1994 роках — начальник штабу Березинського прикордонного загону Прикордонних військ України, протягом 1994—2000-х — заступник начальника кафедри тактики та оперативного мистецтва, начальник кафедри, Національна академія Прикордонних військ України. У 2000—2003 роках працював заступником начальника штабу — начальник управління прикордонної служби штабу Прикордонних військ України.
З 2003 по 2011 рік — начальник відділу зі зв'язків з державними органами гендирекції по обслуговуванню іноземних представництв КМДА. За сумісництвом викладав в 2007—2010 роках — професор кафедри тактики Прикордонних військ, Військовий інститут Прикордонних військ Республіки Казахстан.
У 2011—2014 роках був завідувачем кафедри аеромобільних військ та сил спеціальних операцій, Національний університет оборони України. Як національний експерт входив до складу Міжнародної організації міграції з питань прикордонної безпеки та реформування прикордонного відомства у відповідності до стандартів ЄС. Член експертної ради МОН України з національної безпеки та спеціальних проблем оборони й оборонно-промислового комплексу, був членом спеціалізованих вчених рад Національного університету оборони України.
У листопаді 2014 року в добровільному порядку прийнятий на військову службу.
З 17 листопада 2014 до 4 квітня 2019 року — перший заступник голови Державної прикордонної служби України.
Автор понад 120 навчальних посібників, наукових статей, підручників.
Брав участь у бойових діях радянсько-афганської та російсько-української війни.
Одружений, з дружиною виховують трьох доньок.

## Нагороди
- орден «За заслуги» ІІІ ступеня[7]
- орден Богдана Хмельницького ІІІ ступеня[8]
- орден Червоної Зірки
- почесний прикордонник Березинського прикордонного загону Прикордонних військ України